# یوسو
شهر یوسو (به کره‌ای: 여수) (به انگلیسی: Yeosu) با جمعیت ۲۷۷٫۹۹۵ نفر در ایالت جئولانام-دو در کشور کره‌جنوبی واقع شده‌است.